# Vụ đánh ghen vũ nữ Cẩm Nhung
Vụ đánh ghen vũ nữ Cẩm Nhung bằng hình thức tạt axít diễn ra vào ngày 17 tháng 7 năm 1963 tại Sài Gòn. Đây được xem là vụ đánh ghen tàn bạo và rùng rợn nhất từng được ghi nhận tại thành phố này, gây chấn động cả Sài Gòn và miền Nam trong một thời gian dài. Báo chí thời điểm đó đánh giá đây là vụ đánh ghen bằng axít lần đầu tiên xảy ra trong giới thượng lưu Sài Gòn và là tâm điểm quan tâm của nhiều tầng lớp.

## Nguyên nhân
Đối tượng bị đánh ghen là cô vũ nữ Cẩm Nhung được cho là nổi tiếng nhất Sài Gòn vào thời điểm đó, và mệnh danh là "nữ hoàng vũ trường" sinh năm 1940 tại Hà Nội. Năm 15 tuổi theo gia đình di cư vào miền Nam. Sau đó ít lâu người cha không may qua đời. Mẹ cô, bà Ninh Thị Liễu lúc ấy còn trẻ, đẹp nên quyết định đi bước nữa và sinh thêm người em trai nữa.
Khi lớn lên, Cẩm Nhung trở thành vũ nữ chuyên nghiệp và làm ra tiền liền mua một căn nhà ở khu Hồ Ếch (nay là đường Âu Dương Lân, quận 8, TP.HCM) cho mẹ, em trai và dượng ở. Lúc ấy, bản thân Cẩm Nhung vì có tiền nên chủ yếu sống ở khách sạn. Tại vũ trường Kim Sơn trên đường Tự Do - một trong những con đường phồn hoa và đắt giá nhất Sài Gòn, Cẩm Nhung gặp gỡ trung tá Trần Ngọc Thức, một tay chơi có tên tuổi làm trong ngành xây dựng công trình quân sự và đã có gia đình.
Thời điểm Cẩm Nhung làm vũ nữ thì hoạt động buôn lậu của các đại gia chế độ cũ đang rầm rộ. Người khơi mào cho hoạt động buôn lậu chính là bà cố vấn Trần Lệ Xuân với việc buôn bán ma tuý. Sau thời gian hoạt động, các tướng tá chế độ cũ cũng học theo để kiếm về cho mình những mối lợi phục vụ cho những cuộc chơi sa đọa, vô tiền khoáng hậu. Thời điểm ấy, hoạt động quản lý buôn lậu vẫn thuộc Quân đội Việt Nam Cộng Hòa chứ không thuộc cảnh sát.
Sau này, do sự siết chặt của quân đội nên việc buôn lậu mới chuyển sang hình thức mới tinh vi hơn. Để công việc buôn lậu dễ dàng, các "đại gia" thường dẫn đi theo một nhân tình nổi tiếng giả vờ đi du lịch để kiếm hàng về. Việc trung tá Thức quen biết với vũ nữ Cẩm Nhung cũng không ngoài mục đích ấy.
Có được người đẹp phục vụ trong tình trường, trung tá Thức còn cùng Cẩm Nhung buôn lậu kim cương, đá quý từ Campuchia, Lào về bán lại cho giới thượng lưu.
Việc đến tai vợ ông là Lâm Thị Nguyệt với biệt danh Năm Rađô. Bà đã nhiều lần đón đường, hăm dọa Cẩm Nhung nhưng không có hiệu quả.

## Diễn biến
Bà Năm Rađô đã mua một can axít sunfuric đậm đặc từ một cơ sở sản xuất bình ắc quy, thuê hai người đàn ông tiến hành vụ đánh ghen. Chiều ngày hôm đó, bà có đến nhà Cẩm Nhung hăm doạ, chửi bới rồi bỏ về.
Khoảng 10h đêm ngày 17 tháng 7 năm 1963, trên đường rời nhà ra xe đưa rước đến vũ trường, Cẩm Nhung bị một người đàn ông tạt ca axit đậm đặc vào mặt. Cô được đưa đến bệnh viện cấp cứu ngay sau đó nhưng chỉ giữ được mạng sống, đôi mắt đã mù loà và nhan sắc bị huỷ hoại hoàn toàn: khuôn mặt cháy xám, thẹo lồi lõm và cặp mắt mờ đục lồi ra ngoài như mắt ếch.

## Xét xử
Ngày 18 tháng 7 năm 1963, đồng loạt các tờ báo, tạp chí Sài Gòn đăng tin về việc "nữ hoàng vũ trường" bị tạt axít phá hủy toàn bộ gương mặt xinh đẹp. Vụ việc được đưa ra pháp luật nhưng thế lực của gia đình ông trung tá quá mạnh nên chưa có kết quả rõ ràng. Trần Lệ Xuân, lúc này được xem là đệ Nhất phu nhân của chính quyền miền Nam Cộng Hoà, biết được vụ việc qua báo chí khi đang ở nước ngoài và rất tức giận. Bà chỉ đạo an ninh vào cuộc ngay khi về nước, bắt xử những kẻ tạt axít. Trung tá Trần Ngọc Thức bị tước bổng lộc và buộc phải giải ngũ, trở về làm dân thường. Ông cũng thu xếp đưa Cẩm Nhung đi Nhật Bản chữa trị nhưng không hiệu quả.
Phiên toà mở ra 3 tháng sau đó kết tội bà Năm Rađô và tên tạt axít thuê mỗi người 20 năm tù và 15 năm tù cho tên đồng bọn khác. Vài tuần sau đó, cuộc đảo chính diễn ra, chính quyền Ngô Đình Diệm sụp đổ và Trần Lệ Xuân phải sống lưu vong ở nước ngoài. Vụ xử đánh ghen đang kháng cáo bị dừng lại và đi vào quên lãng trong không khí rối ren chính trị của Sài Gòn vào thời điểm đó. Sau này vợ chồng Thức chia tay nhau. Người chồng sống ẩn dật và người vợ xuất gia đi tu.

## Ảnh hưởng
Khi về nước và tham gia giải quyết vụ đánh ghen, Trần Lệ Xuân đã cho ngừng hoạt động tất cả các vũ trường; kiểm tra tiến hành kỷ luật, hạ cấp hoặc loại khỏi quân đội các tướng tá có vợ nhỏ. Nhịp sống Sài Gòn về đêm đã giảm một phần đáng kể sau khi hàng trăm vũ trường bị buộc đóng cửa. Các nhà hàng cũng lâm vào cảnh ế ẩm.
Sau vụ vũ nữ Cẩm Nhung bị hại như một sự mở màn, ở Sài Gòn nổi lên phong trào đánh ghen bằng axít. Riêng năm 1964 đã có hàng chục vụ.

## Về nạn nhân
Khi sự việc còn chưa được điều tra rõ ràng thì đột nhiên cuộc đảo chính diễn ra, bà Trần Lệ Xuân bỏ đi nước ngoài khiến Cẩm Nhung suy sụp hoàn toàn và lao vào rượu chè.
Mặc dù bị tạt axit nhưng số tiền mà Cẩm Nhung có được hoạt động buôn lậu và làm vũ nữ vẫn còn rất lớn. Sau thời gian suy sụp, số tiền ấy đã bị Cẩm Nhung nướng sạch, rồi không lâu sau đó khánh kiệt. Sau này, cô đeo hình chụp chung với trung tá Thức để đi ăn xin, rêu rao khắp nơi. Lúc này, người đi qua thấy cô ăn xin thì động lòng thương mà cho. Tuy nhiên, Cẩm Nhung đã phung phí phần lớn số tiền cho những cuộc chơi sa đọa.
Sau khi tiêu tán hết tài sản và mẹ qua đời, năm 1969, cô ra trước chợ Bến Thành, đeo trên ngực bức hình chụp chung với trung tá Trần Ngọc Thức để ăn xin. Khi có tiền cô lại tiếp tục nghiện ngập. Cô lê bước hành nghề khắp nhiều tuyến đường ở Sài Gòn sau đó về bến phà Mỹ Thuận ở miền Tây. Bị đưa vào trung tâm nuôi người tàn tật nhưng cô trốn ra tiếp tục ăn xin. Sau này cô chỉ còn hình chân dung để đeo trước ngực và cuối cùng là tấm bảng "vũ nữ Cẩm Nhung".
Cẩm Nhung từng nhận nuôi một bé trai là trẻ mồ côi từ khi cô còn chưa bị tạt axit và đặt tên là Hoàng. Sau ngày giải phóng miền Nam, đứa trẻ ấy mới đủ lớn để đi tìm Cẩm Nhung. Những năm tháng người ta không thấy Cẩm Nhung đi xin nữa là thời kỳ Cẩm Nhung đang ở với người con nuôi. Cẩm Nhung còn dành dụm tiền mua cho người con nuôi căn nhà rồi dựng vợ cho.
Đúng nửa thế kỷ sau vụ đánh ghen, vào đầu năm 2013, Cẩm Nhung qua đời tại một xóm trọ nghèo ở thị xã Hà Tiên, tỉnh Kiên Giang vì già yếu và bệnh tật.